# Peter Birkelund
Peter Birkelund (født 1952 i København ) er tidligere seniorforsker og arkivar ved Rigsarkivet.
Han er uddannet cand.mag. i historie og humanistisk datamatik, og senere ph.d. i illegale bladorganisationer med titlen ”De loyale oprørere”. Tidligere ansat på Frihedsmuseet, og siden Rigsarkivet som forsker i besættelsestidens historie med fokus på modstandsbevægelsen og udvandringshistorie.

## Videnskabelige publikationer
- "Fox, Tiger og Lion – om de allierede standardleverancer til modstandsbevægelsen", i Nationalmuseets Arbejdsmark 1985, s. 91-101 (sammen med Henrik Dethlefsen).
- "Faldskærmsfolk – SOE's arbejde i Danmark 1941-45", i Årsskrift for Frihedsmuseets Venner 1985 (sammen med Henrik Dethlefsen).
- "Danish Emigration to Australia", Emigranten, i Årsskrift for Dansk Udvandrerhistorisk Selskab 1988, s. 34-53.
- "Våbennedkastninger på edb", i Nationalmuseets Arbejdsmark 1988, s. 94-99.
- "Danish Emigration to New Zealand", i Emigranten, Årsskrift for Dansk Udvandrerhistorisk Selskab 1990.
- "Danmarks Frihedskamp på Interaktiv Video", i Nationalmuseets Arbejdsmark 1990, s. 172-182 (sammen med Esben Kjeldbæk og Tine Wanning).
- "1944 – En modstandsgruppe", i Henrik Lundbak og Henrik Dethlefsen: Fra mellemkrigstid til efterkrigstid. 1998, s. 261-286.
- "De loyale Oprørere. Den nationalt-borgerlige modstandsbevægelses opståen og udvikling 1940-45. En undersøgelse af de illegale organisationer De frie Danske, Studenternes Efterretningstjeneste og Hjemmefronten", 2000.
- "Samarbejde eller brud? Det Konservative Folkepartis store dilemma", i Joachim Lund (red.): Partier under pres – demokratiet under besættelsen, 2003, s. 95-129.
- "Holger Danske. Sabotage og likvidering 1943-45", bd. 1-2, 2008.
- "Rejsende i sabotage. Den Jyske Rejsegruppe 1944-45", 2010.

## Registraturer, leksika mv.
- "Danmarks Frihedskamp 1940-1945", 1990 (LaserVision) (sammen med Esben Kjeldbæk og Henrik Lundbak).
- "Frihedsmuseets katalog", 1996 (sammen med Esben Kjeldbæk og Henrik Lundbak).
- "Justitsministereiets Arkiv 1848-1977", 1999. En registratur over Justitsministeriets arkiv.
- "Besættelsestiden i Billeder", 2000 (cd-rom) (sammen med Esben Kjeldbæk og Henrik Lundbak).
- Bidrag til Hans Kirchhoff, John T. Lauridsen og Aage Trommer (red.): Gads leksikon om Dansk Besættelsestid 1940-1945. 2002.
- Bidrag til Hans Kirchhoff, John T. Lauridsen og Aage Trommer (red.): Gads leksikon – Hvem var hvem 1940-1945. 2005.